# Pallacanestro Olimpia Milano 2021-2022
Questa voce raccoglie le informazioni riguardanti la Pallacanestro Olimpia Milano nelle competizioni ufficiali della stagione 2021-2022.

## Stagione
La stagione 2021-2022 della Pallacanestro Olimpia Milano, sponsorizzata A|X Armani Exchange, è l'89ª nel massimo campionato italiano di pallacanestro, la Serie A.
L'esordio stagionale avviene in Supercoppa italiana, l'Olimpia, dopo due vittorie con NutriBullet Treviso e Happy Casa Brindisi, viene sconfitta in finale contro la Segafredo Virtus Bologna 84-90.
Il 22 novembre viene firmato, con un accordo fino al 2023, il playmaker italiano Tommaso Baldasso proveniente dalla Fortitudo Bologna.
Il 1º dicembre l'Olimpia annuncia la firma di Ben Bentil, ala grande proveniente dalla squadra turca del Bahçeşehir
A metà dicembre la squadra viene colpita da un focolaio di Covid-19 da cui vengono riscontrate dieci positività del gruppo squadra, vengono quindi rinviate le gare di campionato con l'Allianz Trieste e il match del 26 dicembre con la Virtus Bologna, mentre in Eurolega viene rinviata la sfida con lo Žalgiris e l'Alba Berlino.
Il 4 gennaio viene firmato un contratto fino al termine della stagione con il playmaker statunitense Trey Kell in uscita dalla Pallacanestro Varese
Nella prima gara del 2022, l'Olimpia Milano affronta i campioni in carica della Virtus Bologna, la gara in programma il 26 dicembre viene recuperata il 5 gennaio e vede vincitrice la formazione milanese che mantiene il primato in classifica e prende la prima posizione nel tabellone delle final eight di Coppa Italia, mentre in Eurolega lo Zenit Sankt-Peterburg e UNICS Kazan chiedono il rinvio delle gare in quanto impossibilitati a scendere in campo con il minimo di giocatori richiesti per via di focolai di Covid-19 all'interno dei gruppi squadra.
Il 22 febbraio l'Olimpia vince la sua 8ª Coppa Italia (11º trofeo della gestione Armani), battendo in finale l'esordiente Derthona Basket. Come MVP del torneo viene nominato lo statunistense Malcolm Delaney.
A seguito della crisi russo-ucraina del 2021-2022, con la successiva invasione del territorio ucraino delle forze armate russe il 24 febbraio 2022, EuroLeague Basketball ha deciso di sospendere dalla competizione le squadre russe (CSKA Mosca, UNICS Kazan e Zenit San Pietroburgo) e che, se la situazione non dovesse migliorare, saranno annullate tutte le partite delle squadre russe e la classifica aggiornata di conseguenza. Di conseguenza la partita casalinga contro l'Unics Kazan del 1 marzo viene annullata. L'esclusione delle squadre russe viene ufficializzata il 22 marzo 2022. Per tanto tutte le gare disputate contro tali squadre vengono annullate.
Il 28 marzo viene annunciata la rescissione contrattuale con il giocatore Riccardo Moraschini, fermo per squalifica anti-doping e il cui contratto si sarebbe concluso a fine giugno 2022.

## Organigramma societario
Dal sito internet della società.
Area dirigenziale
- Proprietario: Giorgio Armani
- Presidente: Pantaleo Dell'Orco
- Presidente Basketball Operations: Ettore Messina
- General Manager: Christos Stavropoulos
- Team Manager: Alberto Rossini
- Team Manager: Filippo Leoni
- Marketing Manager: Roberto Bottali
- Direttore comunicazione: Claudio Limardi
- Responsabile Ticketing: Gabriele Salis
- Responsabile organizzativo settore giovanile: Davide Losi
- Responsabile tecnico settore giovanile: Antonio Pampani

Area tecnica
- Allenatore: Ettore Messina
- Vice allenatore: Mario Fioretti
- Assistente allenatore: Gianmarco Pozzecco
- Assistente allenatore: Marco Esposito
- Assistente allenatore: Stefano Bizzozero
- Preparatore atletico: Giustino Danesi
- Preparatore atletico: Federico Conti
- Fisioterapista: Alessandro Colombo
- Fisioterapista: Claudio Lomma
- Fisioterapista: Marco Monzoni
- Consulente performance: Francesco Cuzzolin
- Medico: Matteo Acquati
- Medico: Ezio Giani
- Ortopedico: Daniele Casalini
- Nutrizionista: Fabrizio Spataro
- Nutrizionista: Giulia Baroncini

## Roster
Aggiornato al 20 giugno 2022.
| AX Armani Exchange Milano 2021-22 | AX Armani Exchange Milano 2021-22 |
| Giocatori                         | Staff tecnico                     |
| --------------------------------- | --------------------------------- |

| N. | Naz.                                          | Ruolo | Nome                     | Anno | Alt.   | Peso   |  |
| -- | --------------------------------------------- | ----- | ------------------------ | ---- | ------ | ------ |  |
| 1  | Italia (bandiera)                             | P     | Giuseppe Invernizzi      | 2003 | 185 cm | 90 kg  |  |
| 3  | Stati Uniti (bandiera) · Siria (bandiera)     | P     | Trey Kell                | 1996 | 193 cm | 95 kg  |  |
| 6  | Italia (bandiera)                             | G     | Samuele Miccoli          | 2006 | 190 cm | 78 kg  |  |
| 9  | Italia (bandiera)                             | AG    | Nicolò Melli (C)         | 1991 | 206 cm | 107 kg |  |
| 10 | Stati Uniti (bandiera)                        | PG    | Jerian Grant             | 1992 | 196 cm | 91 kg  |  |
| 13 | Spagna (bandiera)                             | P     | Sergio Rodríguez (C)     | 1986 | 191 cm | 80 kg  |  |
| 14 | Italia (bandiera)                             | P     | Gianmarco Fiorillo       | 2005 | 188 cm | 78 kg  |  |
| 14 | Italia (bandiera)                             | G     | Andrea Leoni             | 2004 | 197 cm | 83 kg  |  |
| 14 | Italia (bandiera)                             | A     | Stefano Erba             | 2003 | 201 cm | 92 kg  |  |
| 15 | Stati Uniti (bandiera)                        | C     | Kaleb Tarczewski         | 1993 | 213 cm | 111 kg |  |
| 16 | Italia (bandiera)                             | A     | Jacopo Rapetti           | 2004 | 201 cm | 90 kg  |  |
| 17 | Italia (bandiera)                             | AG    | Giampaolo Ricci          | 1991 | 202 cm | 102 kg |  |
| 19 | Italia (bandiera)                             | C     | Paul Biligha             | 1990 | 200 cm | 106 kg |  |
| 21 | Italia (bandiera)                             | G     | Riccardo Moraschini (IN) | 1991 | 194 cm | 92 kg  |  |
| 22 | Stati Uniti (bandiera)                        | G     | Devon Hall               | 1995 | 196 cm | 96 kg  |  |
| 23 | Stati Uniti (bandiera)                        | P     | Malcolm Delaney          | 1989 | 191 cm | 86 kg  |  |
| 24 | Grecia (bandiera)                             | AC    | Kōnstantinos Mītoglou    | 1996 | 210 cm | 116 kg |  |
| 25 | Italia (bandiera)                             | P     | Tommaso Baldasso         | 1998 | 192 cm | 88 kg  |  |
| 30 | Stati Uniti (bandiera)                        | G     | Troy Daniels             | 1991 | 193 cm | 91 kg  |  |
| 31 | Stati Uniti (bandiera) · Danimarca (bandiera) | AP    | Shavon Shields           | 1994 | 201 cm | 97 kg  |  |
| 40 | Italia (bandiera)                             | A     | Davide Alviti            | 1996 | 200 cm | 92 kg  |  |
| 42 | Stati Uniti (bandiera)                        | C     | Kyle Hines               | 1986 | 198 cm | 111 kg |  |
| 50 | Ghana (bandiera)                              | AC    | Ben Bentil               | 1995 | 205 cm | 107 kg |  |
| 70 | Italia (bandiera)                             | A     | Luigi Datome             | 1987 | 203 cm | 98 kg  |  |
| -  | Italia (bandiera)                             | PG    | Davide Trovarelli        | 2004 | 187 cm | 80 kg  |  |

| Allenatore |
| - Ettore Messina |
| Assistente/i |
| - Stefano Bizzozero - Marco Esposito - Mario Fioretti - Gianmarco Pozzecco Legenda - (C) Capitano - (IN) Inattivo - Infortunato Roster |

## Mercato

### Sessione estiva
| Acquisti | Acquisti              | Acquisti         | Acquisti              | Acquisti |
| R.       | Nome                  | da               | Modalità              |          |
| -------- | --------------------- | ---------------- | --------------------- | -------- |
| ALL      | Gianmarco Pozzecco    | Dinamo Sassari   | svincolato            |          |
| AP       | Davide Alviti         | Pall. Trieste    | definitivo (50.000 €) |          |
| G        | Devon Hall            | Bamberger        | svincolato            |          |
| G        | Giordano Bortolani    | Brescia          | fine prestito         |          |
| AG       | Kōnstantinos Mītoglou | Panathīnaïkos    | svincolato            |          |
| G        | Jerian Grant          | Promitheas       | svincolato            |          |
| AG       | Giampaolo Ricci       | Virtus Bologna   | svincolato            |          |
| AG       | Nicolò Melli          | Dallas Mavericks | svincolato            |          |
| G        | Troy Daniels          | Denver Nuggets   | svincolato            |          |

| Cessioni | Cessioni            | Cessioni          | Cessioni                | Cessioni |
| R.       | Nome                | a                 | Modalità                |          |
| -------- | ------------------- | ----------------- | ----------------------- | -------- |
| ALL      | Tom Bialaszewski    | Free agent        | fine contratto          |          |
| G        | Michael Roll        | Free agent        | fine contratto          |          |
| AP       | Vladimir Micov      | Budućnost         | fine contratto          |          |
| PG       | Kevin Punter        | Partizan          | fine contratto          |          |
| AG       | Jeff Brooks         | Reyer Venezia     | fine contratto          |          |
| G        | Giordano Bortolani  | Universo Treviso  | prestito                |          |
| C        | Jakub Wojciechowski | Stal Ostrów Wiel. | fine contratto          |          |
| AG       | Zach LeDay          | Partizan          | rescissione (150.000 €) |          |
| PG       | Andrea Cinciarini   | Pall. Reggiana    | definitivo              |          |
| G        | Davide Moretti      | V.L. Pesaro       | prestito                |          |
| G        | Francesco Gravaghi  | Urania Milano     | prestito                |          |

### Dopo l'inizio della stagione
| Acquisti | Acquisti         | Acquisti          | Acquisti         | Acquisti   |
| R.       | Nome             | da                | Data             | Modalità   |
| -------- | ---------------- | ----------------- | ---------------- | ---------- |
| P        | Tommaso Baldasso | Fortitudo Bologna | 22 novembre 2021 | svincolato |
| AC       | Ben Bentil       | Bahçeşehir Koleji | 1 dicembre 2021  | svincolato |
| P        | Trey Kell        | Pall. Varese      | 4 gennaio 2022   | svincolato |

| Cessioni | Cessioni              | Cessioni   | Cessioni      | Cessioni    |
| R.       | Nome                  | a          | Data          | Modalità    |
| -------- | --------------------- | ---------- | ------------- | ----------- |
| AP       | Riccardo Moraschini   | Free agent | 28 marzo 2022 | rescissione |
| AG       | Kōnstantinos Mītoglou | Free agent | 29 marzo 2022 | rescissione |

## Risultati

### Serie A

#### Stagione regolare

##### Girone d'andata
| Arbitri: | Sahin (Messina) Di Francesco (Teramo) Catani (Pescara) |

|                                     |            |                                                 |
| Parks 15 Velicka 12 Mayo, Marini 10 | Punti      | 13 Shields, Datome 10 Melli, Mītoglou 8 Delaney |
| Velicka 4                           | Assist     | 7 Delaney                                       |
| Zerini, Velicka 6                   | Rimbalzi   | 10 Mītoglou                                     |
| Stefano Sacripanti                  | Allenatori | Ettore Messina                                  |

| Arbitri: | Baldini (Firenze) Nicolini (Bagheria) Brindisi (Torino) |

|                                     |            |                                       |
| Shields 19 Moraschini 13 Delaney 12 | Punti      | 15 Reynolds 13 Bradford 12 Flaccadori |
| Grant 4                             | Assist     | 3 Saunders, Bradford                  |
| Moraschini 7                        | Rimbalzi   | 5 Williams, Saunders                  |
| Ettore Messina                      | Allenatori | Emanuele Molin                        |

| Arbitri: | Lanzarini (Bologna) Attard (Priolo Gargallo) Galasso (Siena) |

|                              |            |                           |
| Gentile 25 Egbunu 14 Kell 11 | Punti      | 16 Hall 14 Melli 11 Ricci |
| De Nicolao, Gentile 4        | Assist     | 7 Rodríguez               |
| Egbunu 14                    | Rimbalzi   | 9 Melli                   |
| Adriano Vertemati            | Allenatori | Ettore Messina            |

| Arbitri: | Begnis (Cremona) Grigioni (Roma) Noce (Latina) |

|                                        |            |                                     |
| Mītoglou 18 Delaney, Shields 14 Hall 9 | Punti      | 14 Sanders 11 Tonut, Daye 8 Phillip |
| Rodríguez 7                            | Assist     | 3 De Nicolao                        |
| Mītoglou 7                             | Rimbalzi   | 5 Watt                              |
| Ettore Messina                         | Allenatori | Walter De Raffaele                  |

| Arbitri: | Lo Guzzo (Pisa) Borgo (Vicenza) Perciavalle (Torino) |

|                                  |            |                                |
| Aradori 18 Richardson 12 Totè 11 | Punti      | 16 Rodríguez 14 Datome 13 Hall |
| Durham 10                        | Assist     | Rodríguez 8                    |
| Ashley 5                         | Rimbalzi   | 8 Shields                      |
| Antimo Martino                   | Allenatori | Ettore Messina                 |

| Arbitri: | Lanzarini (Bologna) Borgioni (Roma) Gonella (Genova) |

|                                               |            |                                             |
| Mītoglou, Daniels 16 Grant, Datome 10 Ricci 7 | Punti      | 10 Logan, Burnell, Bendžius 7 Diop 5 Treier |
| Rodríguez 7                                   | Assist     | 5 Logan                                     |
| Mītoglou 13                                   | Rimbalzi   | 8 Bendžius                                  |
| Ettore Messina                                | Allenatori | Demis Cavina                                |

| Arbitri: | Martolini (Roma) Paglialunga (Taranto) Vita (Ancona) |

|                                          |            |                               |
| Harris 21 Miller 18 McNeace, Cournooh 11 | Punti      | 20 Melli 17 Rodríguez 15 Hall |
| Poeta 7                                  | Assist     | 7 Rodríguez                   |
| Pecchia, McNeace 6                       | Rimbalzi   | 6 Rodríguez                   |
| Paolo Galbiati                           | Allenatori | Ettore Messina                |

| Arbitri: | Sahin (Messina) Vicino (Bologna) Galasso (Siena) |

|                                             |            |                                    |
| Rodríguez 22 Datome 20 Mītoglou, Daniels 12 | Punti      | 21 Hopkins 16 Olisevičius 10 Candi |
| Melli 4                                     | Assist     | 7 Bryant Crawford, Cinciarini      |
| Hines 9                                     | Rimbalzi   | 12 Hopkins                         |
| Ettore Messina                              | Allenatori | Attilio Caja                       |

| Arbitri: | Paternicò (Enna) Quarta (Torino) Marziali (Roma) |

|                               |            |                            |
| Shields 15 Ricci 13 Datome 11 | Punti      | 16 Sims 14 Russell 7 Jones |
| Grant 5                       | Assist     | 3 Russell                  |
| Ricci 8                       | Rimbalzi   | 11 Sims                    |
| Ettore Messina                | Allenatori | Massimiliano Menetti       |

| Arbitri: | Mazzoni (Grosseto) Attard (Siracusa) Dori (Venezia) |

|                                          |            |                              |
| Chappell 13 Adrian, Gaspardo 9 Perkins 8 | Punti      | 16 Hall 13 Delaney 10 Bentil |
| Perkins 4                                | Assist     | 3 Delaney                    |
| Gaspardo, Chappell 5                     | Rimbalzi   | 7 Bentil                     |
| Francesco Vitucci                        | Allenatori | Ettore Messina               |

| Arbitri: | Rossi (Arezzo) Bongiorni (Pisa) Pepponi (Perugia) |

|                                                   |            |                                        |
| Ricci, Bentil 14 Datome 11 Tarczewski, Shields 10 | Punti      | 17 Della Valle 13 Mitrou-Long 11 Moore |
| Delaney 4                                         | Assist     | 2 Mitrou-Long                          |
| Melli 14                                          | Rimbalzi   | 5 Cobbins                              |
| Ettore Messina                                    | Allenatori | Alessandro Magro                       |

| Arbitri: | Sahin (Messina) Giovannetti (Terni) Grigioni (Roma) |

|                                             |            |                                |
| Banks 19 Fernández, Mian 10 Konate, Delía 9 | Punti      | 16 Daniels 12 Bentil 10 Alviti |
| Fernández 4                                 | Assist     | 8 Hall                         |
| Delía, Mian 7                               | Rimbalzi   | 8 Melli, Alviti                |
| Franco Ciani                                | Allenatori | Ettore Messina                 |

| Arbitri: | Begnis (Cremona) Baldini (Firenze) Perciavalle (Torino) |

|                               |            |                                           |
| Grant 20 Hall 18 Rodríguez 16 | Punti      | 34 Belinelli 18 Jaiteh, Teodosić 13 Weems |
| Rodríguez 9                   | Assist     | 10 Teodosić                               |
| Melli, Hines, Bentil 5        | Rimbalzi   | 10 Jaiteh                                 |
| Ettore Messina                | Allenatori | Sergio Scariolo                           |

| Arbitri: | Rossi (Arezzo) Bartoli (Trieste) Di Francesco (Teramo) |

|                                |            |                             |
| Tambone 21 Sanford 16 Jones 14 | Punti      | 15 Hall 13 Delaney 12 Ricci |
| Moretti 6                      | Assist     | 4 Delaney                   |
| Jones 14                       | Rimbalzi   | 6 Melli                     |
| Luca Banchi                    | Allenatori | Ettore Messina              |

| Arbitri: | Paternicò (Enna) Attard (Siracusa) Dori (Venezia) |

|                            |            |                                  |
| Bentil 18 Hall 14 Grant 13 | Punti      | 18 Wright 16 Macura 8 Cain, Daum |
| Rodríguez 4                | Assist     | 3 Cain, Daum                     |
| Bentil 13                  | Rimbalzi   | 7 Daum                           |
| Ettore Messina             | Allenatori | Marco Ramondino                  |

##### Girone di ritorno
| Arbitri: | Bartoli (Trieste) Perciavalle (Torino) Marziali (Roma) |

|                              |            |                                                           |
| Shields 13 Melli 12 Grant 11 | Punti      | 11 Tinkle, Juškevičius 8 Dime, Spagnolo 7 Gallo, Cournooh |
| Grant 3                      | Assist     | 4 Juškevičius                                             |
| Tarczewski 10                | Rimbalzi   | 8 McNeace, Tinkle                                         |
| Ettore Messina               | Allenatori | Paolo Galbiati                                            |

| Arbitri: | Roberto Begnis (Cremona) Alessandro Vicino (Bologna) Andrea Valzani (Milano) |

|                                   |            |                                 |
| Russell 20 Chillo 16 Bortolani 15 | Punti      | 12 Datome 11 Tarczewski 10 Hall |
| Russell, Chillo 4                 | Assist     | 6 Grant                         |
| Sims 7                            | Rimbalzi   | 13 Tarczewski                   |
| Marcelo Nicola                    | Allenatori | Ettore Messina                  |

| Arbitri: | Sahin (Messina) Paglialunga (Taranto) Capotorto (Roma) |

|                                       |            |                                  |
| Datome 15 Bentil, Alviti 10 Daniels 8 | Punti      | 22 Frazier 15 Benzing 12 Procida |
| Hall 5                                | Assist     | 6 Durham                         |
| Bentil 7                              | Rimbalzi   | 8 Durham                         |
| Ettore Messina                        | Allenatori | Antimo Martino                   |

| Arbitri: | Mazzoni (Grosseto) Bongiorni (Pisa) Noce (Latina) |

|                                   |            |                              |
| Reynolds 19 Williams 13 Forray 10 | Punti      | 27 Melli 16 Baldasso 11 Hall |
| Flaccadori, Bradford 3            | Assist     | 6 Hall                       |
| Williams 9                        | Rimbalzi   | 7 Melli                      |
| Emanuele Molin                    | Allenatori | Ettore Messina               |

| Arbitri: | Martolini (Roma) Perciavalle (Torino) Dori (Venezia) |

|                                                                   |            |                                     |
| Grant, Tarczewski, Alviti 12 Kell, Biligha, Baldasso 10 Daniels 7 | Punti      | 15 Lamb 13 Jones 8 Moretti, Sanford |
| Hall 4                                                            | Assist     | 3 Tambone, Larson, Delfino          |
| Tarczewski 9                                                      | Rimbalzi   | 4 Delfino, Jones                    |
| Ettore Messina                                                    | Allenatori | Luca Banchi                         |

| Arbitri: | Lanzarini (Bologna) Grigioni (Roma) Pepponi (Perugia) |

|                                       |            |                                |
| Sanders, Macura 15 Filloy 12 Wirght 6 | Punti      | 16 Baldasso 13 Alviti 12 Grant |
| Wright 6                              | Assist     | 8 Rodríguez                    |
| Cain, Sanders 6                       | Rimbalzi   | 7 Melli, Bentil                |
| Marco Ramondino                       | Allenatori | Ettore Messina                 |

| Arbitri: | Begnis (Cremona) Perciavalle (Torino) Catani (Pescara) |

|                                       |            |                               |
| Tarczewski 20 Shields 16 Rodríguez 13 | Punti      | 14 Davis 13 Gražulis 12 Banks |
| Rodríguez 8                           | Assist     | 5 Delía, Davis                |
| Tarczewski 10                         | Rimbalzi   | 5 Alexander, Konate           |
| Ettore Messina                        | Allenatori | Franco Ciani                  |

| Arbitri: | Paternicò (Enna) Quarta (Torino) Bettini (Bologna) |

|                                             |            |                                            |
| Mitrou-Long 22 Della Valle 21 Petrucelli 14 | Punti      | 11 Delaney, Mītoglou 10 Rodríguez 9 Datome |
| Della Valle 4                               | Assist     | 3 Rodríguez                                |
| Gabriel                                     | Rimbalzi   | 7 Shields                                  |
| Alessandro Magro                            | Allenatori | Ettore Messina                             |

| Arbitri: | Baldini (Firenze) Bartoli (Trieste) Vita (Ancona) |

|                                                        |            |                                    |
| Mītoglou 14 Tarczewski 13 Tommaso Baldasso, Daniels 12 | Punti      | 18 Woldetensae 14 Beane 11 Sorokas |
| Shields 8                                              | Assist     | 7 De Nicolao                       |
| Mītoglou, Tarczewski 9                                 | Rimbalzi   | 7 Sorokas                          |
| Ettore Messina                                         | Allenatori | Johan Roijakkers                   |

| Arbitri: | Rossi (Arezzo) Martolini (Roma) Nicolini (Palermo) |

|                               |            |                                       |
| Logan 25 Bilan 21 Bendžius 17 | Punti      | 22 Bentil 18 Delaney 13 Hall, Shields |
| Robinson 6                    | Assist     | 5 Hines                               |
| Bendžius 9                    | Rimbalzi   | 9 Hines                               |
| Piero Bucchi                  | Allenatori | Ettore Messina                        |

| Arbitri: | Paternicò (Enna) Mazzoni (Grosseto) Giovannetti (Terni) |

|                                                     |            |                                |
| Jaiteh, Weems, Cordinier 18 Shengelia 10 Teodosić 9 | Punti      | 15 Bentil 12 Baldasso 10 Melli |
| Pajola, Teodosić 7                                  | Assist     | 6 Grant                        |
| Jaiteh 15                                           | Rimbalzi   | 5 Ricci, Melli                 |
| Sergio Scariolo                                     | Allenatori | Ettore Messina                 |

| Arbitri: | Baldini (Firenze) Bettini (Bologna) Pepponi (Perugia) |

|                               |            |                              |
| Alviti 25 Shields 12 Hines 11 | Punti      | 14 Rich 11 McDuffie 9 Zerini |
| Grant 7                       | Assist     | 3 Vitali                     |
| Melli 8                       | Rimbalzi   | 5 quattro giocatori          |
| Ettore Messina                | Allenatori | Maurizio Buscaglia           |

| Arbitri: | Lanzarini (Bologna) Giovannetti (Terni) Gonella (Genova) |

|                                  |            |                             |
| Hopkins 16 Strautiņš 15 Larson 9 | Punti      | 14 Daniels 9 Bentil 7 Grant |
| Cinciarini 16                    | Assist     | 7 Hall                      |
| Hopkins 9                        | Rimbalzi   | 10 Ricci                    |
| Attilio Caja                     | Allenatori | Ettore Messina              |

| Arbitri: | Tolga Özge Sahin (Messina) Valerio Grigioni (Roma) Guido Di Francesco (Teramo) |

|                               |            |                                  |
| Daniels 21 Bentil 16 Grant 14 | Punti      | 18 Gentile 14 Perkins 13 Zanelli |
| Hall 6                        | Assist     | 6 Zanelli                        |
| Tarczewski 11                 | Rimbalzi   | 7 Zanelli                        |
| Ettore Messina                | Allenatori | Francesco Vitucci                |

| Arbitri: | Michele Rossi (Arezzo) Denny Borgioni (Roma) Gianluca Capotorto (Roma) |

|                             |            |                                                     |
| Watt 20 Bramos 14 Vitali 12 | Punti      | 12 Kell, Baldasso, Hines 11 Shields 7 Grant, Bentil |
| Theodore 8                  | Assist     | 5 Baldasso                                          |
| Watt 10                     | Rimbalzi   | 5 Baldasso                                          |
| Walter De Raffaele          | Allenatori | Ettore Messina                                      |

#### Play-off

##### Quarti di finale
| Arbitri: | Carmelo Paternicò (Piazza Armerina) Alessandro Vicino (Argelato) Denis Quarta (Torino) |

|                                |            |                                      |
| Shields 20 Bentil 19 Datome 13 | Punti      | 21 Thompson 17 Cinciarini 11 Johnson |
| Hall, Rodríguez 6              | Assist     | 10 Cinciarini                        |
| Bentil 7                       | Rimbalzi   | 6 Baldi Rossi, Cinciarini            |
| Ettore Messina                 | Allenatori | Attilio Caja                         |

| Arbitri: | Tolga Ozge Sahin (Messina) Lorenzo Baldini (Firenze) Martino Galasso (Siena) |

|                                          |            |                                     |
| Datome 16 Rodríguez 14 Bentil, Shields 9 | Punti      | 19 Cinciarini 15 Thompson 9 Hopkins |
| Rodríguez 5                              | Assist     | 3 Cinciarini, Crawford              |
| Ricci 6                                  | Rimbalzi   | 6 Larson                            |
| Ettore Messina                           | Allenatori | Attilio Caja                        |

| Arbitri: | Roberto Begnis (Crema) Beniamino Manuel Attard (Priolo Gargallo) Alessandro Martolini (Roma) |

|                                                |            |                              |
| Larson, Strautiņš 12 Baldi Rossi 10 Thompson 9 | Punti      | 16 Bentil 13 Hall 12 Biligha |
| Cinciarini 7                                   | Assist     | 6 Grant                      |
| Hopkins 9                                      | Rimbalzi   | 7 Ricci                      |
| Attilio Caja                                   | Allenatori | Ettore Messina               |

##### Semifinale
| Arbitri: | Saverio Lanzarini (Bologna) Alessandro Vicino (Argelato) Denis Quarta (Torino) |

|                                           |            |                                  |
| Shields 16 Datome 13 Bentil, Rodríguez 10 | Punti      | 17 Robinson 16 Bilan 14 Bendžius |
| Rodríguez 8                               | Assist     | 3 Burnell, Gentile               |
| Hines 7                                   | Rimbalzi   | 7 Bendžius                       |
| Ettore Messina                            | Allenatori | Piero Bucchi                     |

| Arbitri: | Carmelo Paternicò (Piazza Armerina) Michele Rossi (Anghiari) Denny Borgioni (Roma) |

|                                 |            |                               |
| Rodríguez 19 Hall 17 Shields 16 | Punti      | 23 Bendžius 17 Bilan 14 Logan |
| Rodríguez 5                     | Assist     | 8 Robinson                    |
| Hines 7                         | Rimbalzi   | 13 Bilan                      |
| Ettore Messina                  | Allenatori | Piero Bucchi                  |

| Arbitri: | Borys Ryzyk (Roma) Tolga Ozge Sahin (Messina) Guido Giovannetti (Terni) |

|                                           |            |                                    |
| Robinson 14 Bilan 12 Bendžius, Krušlin 11 | Punti      | 17 Baldasso 12 Rodríguez 11 Datome |
| Robinson 4                                | Assist     | 6 Rodríguez                        |
| Bilan 10                                  | Rimbalzi   | 6 Ricci                            |
| Piero Bucchi                              | Allenatori | Ettore Messina                     |

##### Finale
| Arbitri: | Borys Ryzhyk (Roma) Roberto Begnis (Crema) Tolga Ozge Sahin (Messina) |

|                                    |            |                               |
| Teodosić 16 Shengelia 11 Sampson 9 | Punti      | 18 Shields 13 Datome 10 Hines |
| Teodosić 6                         | Assist     | 7 Rodríguez                   |
| Hackett, Shengelia 7               | Rimbalzi   | 10 Hines                      |
| Sergio Scariolo                    | Allenatori | Ettore Messina                |

| Arbitri: | Carmelo Paternicò (Piazza Armerina) Michele Rossi (Anghiari) Guido Giovannetti (Terni) |

|                                     |            |                              |
| Shengelia 22 Jaiteh 11 Belinelli 10 | Punti      | 16 Hall 15 Shields 11 Datome |
| Teodosić 8                          | Assist     | 7 Rodríguez                  |
| Jaiteh 10                           | Rimbalzi   | 7 Melli                      |
| Sergio Scariolo                     | Allenatori | Ettore Messina               |

| Arbitri: | Saverio Lanzarini (Bologna) Manuel Mazzoni (Grosseto) Beniamino Manuel Attard (Priolo Gargallo) |

|                              |            |                                                |
| Melli 22 Shields 19 Grant 14 | Punti      | 18 Hackett 14 Belinelli, Teodosić 10 Shengelia |
| Rodríguez 8                  | Assist     | 5 Hackett, Teodosić                            |
| Shields 7                    | Rimbalzi   | 6 Hackett                                      |
| Ettore Messina               | Allenatori | Sergio Scariolo                                |

| Arbitri: | Borys Ryzhyk (Roma) Michele Rossi (Anghiari) Lorenzo Baldini (Firenze) |

|                             |            |                                            |
| Shields 21 Hall 14 Grant 11 | Punti      | 21 Shengelia 12 Jaiteh 8 Sampson, Teodosić |
| Rodríguez 5                 | Assist     | 4 Hackett, Pajola                          |
| Melli 6                     | Rimbalzi   | 8 Jaiteh                                   |
| Ettore Messina              | Allenatori | Sergio Scariolo                            |

| Arbitri: | Manuel Mazzoni (Grosseto) Saverio Lanzarini (Bologna) Guido Giovannetti (Terni) |

|                                     |            |                                |
| Jaiteh 17 Shengelia 15 Belinelli 11 | Punti      | 20 Melli 18 Rodríguez 15 Hines |
| Shengelia, Teodosić 5               | Assist     | 6 Rodríguez                    |
| Jaiteh 13                           | Rimbalzi   | 6 Hall                         |
| Sergio Scariolo                     | Allenatori | Ettore Messina                 |

| Arbitri: | Carmelo Paternicò (Piazza Armerina) Beniamino Manuel Attard (Priolo Gargallo) Lorenzo Baldini (Firenze) |

|                                   |            |                                   |
| Datome 23 Shields 15 Rodríguez 12 | Punti      | 11 Alibegović 10 Mannion 9 Jaiteh |
| Rodríguez 8                       | Assist     | 4 Hackett                         |
| Hines 6                           | Rimbalzi   | 7 Jaiteh                          |
| Ettore Messina                    | Allenatori | Sergio Scariolo                   |

### Eurolega

#### Stagione regolare
| Arbitri: | Perez Javor Difallah |

|                                         |            |                                    |
| Rodríguez, Shields 17 Melli 15 Hines 13 | Punti      | 13 Lundberg 12 Clyburn 10 Kurbanov |
| Shields 5                               | Assist     | 6 Lundberg                         |
| Shields 7                               | Rimbalzi   | 7 Lundberg, Voigtmann              |
| Ettore Messina                          | Allenatori | Dīmītrīs Itoudīs                   |

| Arbitri: | Lottermoser Majkic Kardum |

|                                               |            |                                      |
| Fontecchio 16 Baldwin, Giedraitis 14 Enoch 10 | Punti      | 13 Delaney 12 Hall, Shields 10 Melli |
| Baldwin 4                                     | Assist     | 6 Rodríguez                          |
| Fontecchio, Enoch, Nnoko 6                    | Rimbalzi   | 10 Shields                           |
| Duško Ivanović                                | Allenatori | Ettore Messina                       |

| Arbitri: | Perez Pukl Hordov |

|                                |            |                                     |
| Hall 17 Mītoglou 16 Delaney 10 | Punti      | 19 Williams 16 Nunnally 13 Reynolds |
| Rodríguez 6                    | Assist     | 5 Nunnally                          |
| Mītoglou 6                     | Rimbalzi   | 7 Nunnally                          |
| Ettore Messina                 | Allenatori | Giannīs Sfairopoulos                |

| Arbitri: | Ryzhyk Belošević Lezcano |

|                               |            |                               |
| Delaney 16 Hall 13 Shields 12 | Punti      | 17 Micić 13 Larkin 12 Moerman |
| Mītoglou, Delaney 5           | Assist     | 5 Micić                       |
| Mītoglou 7                    | Rimbalzi   | 9 Larkin                      |
| Ettore Messina                | Allenatori | Ergin Ataman                  |

| Arbitri: | Jiménez Nikolić Petek |

|                                |            |                                        |
| Shields 15 Melli 14 Delaney 12 | Punti      | 25 Okobo 12 Jones 6 Kahudi, Osetkowski |
| Shields 5                      | Assist     | 3 Okobo                                |
| Hines 8                        | Rimbalzi   | 6 Kahudi                               |
| Ettore Messina                 | Allenatori | T.J. Parker                            |

| Arbitri: | Radović Garcia Račys |

|                                |            |                                |
| Lučić 20 Hilliard 17 Walden 16 | Punti      | 16 Melli 14 Datome 13 Mītoglou |
| Walden, Lučić 3                | Assist     | 6 Hall                         |
| Hunter 10                      | Rimbalzi   | 8 Melli, Mītoglou              |
| Andrea Trinchieri              | Allenatori | Ettore Messina                 |

| Arbitri: | Javor Difallah Pitsilkas |

|                                     |            |                                 |
| Shields 18 Daniels 12 Tarczewski 10 | Punti      | 17 Mitrović 13 Dobrić 8 Kalinić |
| Rodríguez 8                         | Assist     | 5 Wolters, Uskoković            |
| Hines 9                             | Rimbalzi   | 7 Mitrović                      |
| Ettore Messina                      | Allenatori | Dejan Radonjić                  |

| Arbitri: | Belošević Nedović Trawicki |

|                                        |            |                                               |
| Datome 17 Hall 16 Mītoglou, Shields 11 | Punti      | 12 Davies 10 Hayes, Mirotić 9 Kuric, Calathes |
| Shields 5                              | Assist     | 5 Calathes                                    |
| Melli 8                                | Rimbalzi   | 7 Calathes                                    |
| Ettore Messina                         | Allenatori | Šarūnas Jasikevičius                          |

| Arbitri: | Pukl Rocha Zamojski |

|                                      |            |                                       |
| Henry 12 Hazer, Veselý 9 al-Dwairi 4 | Punti      | 13 Shields 11 Datome 9 Hall, Mītoglou |
| de Colo, Pierre 3                    | Assist     | 7 Rodríguez                           |
| Veselý 7                             | Rimbalzi   | 6 Hines, Melli, Mītoglou              |
| Aleksandar Đorđević                  | Allenatori | Ettore Messina                        |

| Arbitri: | Ryzhyk Jovčić Koljenšić |

|                                        |            |                                        |
| Canaan 22 Mayo 20 Karasëv, J. Brown 19 | Punti      | 10 Melli, Shields, Datome 8 Hines Hall |
| Spissu 6                               | Assist     | 3 Rodríguez, Ricci                     |
| Jekiri 7                               | Rimbalzi   | 3 Melli                                |
| Velimir Perasović                      | Allenatori | Ettore Messina                         |

| Arbitri: | Lottermoser García Vyklický |

|                                              |            |                                  |
| Mickey 17 Loyd, Gudaitis 13 Karasëv, Baron 9 | Punti      | 20 Rodríguez 12 Hines 10 Shields |
| Loyd 7                                       | Assist     | 6 Rodríguez                      |
| Ponitka 9                                    | Rimbalzi   | 8 Hines                          |
| Xavier Pascual                               | Allenatori | Ettore Messina                   |

| Arbitri: | Belošević Javor Trawicki |

|                                           |            |                                      |
| Shields 26 Datome 12 Rodríguez, Delaney 8 | Punti      | 18 Larentzakīs 14 Dorsey 12 Vezenkov |
| Shields, Rodríguez 3                      | Assist     | 4 Sloukas, Dorsey                    |
| Melli 6                                   | Rimbalzi   | 5 Jean-Charles, Vezenkov             |
| Ettore Messina                            | Allenatori | Giōrgos Mpartzōkas                   |

| Arbitri: | Pukl Rocha Balak |

|                           |            |                               |
| Eriksson 21 Lô 12 Sikma 9 | Punti      | 12 Delaney 10 Hines 9 Shields |
| Sikma 7                   | Assist     | 6 Rodríguez                   |
| Olinde 8                  | Rimbalzi   | 7 Melli                       |
| Israel González           | Allenatori | Ettore Messina                |

| Arbitri: | Ryzhyk Latiševs Halliko |

|                            |            |                                  |
| Lee 19 Anđušić 12 Bacon 10 | Punti      | 13 Rodríguez 11 Hines 10 Delaney |
| Lee 6                      | Assist     | 4 Rodríguez                      |
| Motiejūnas 9               | Rimbalzi   | 6 Shileds, Rodríguez, Hines      |
| Zvezdan Mitrović           | Allenatori | Ettore Messina                   |

| Arbitri: | Radović García Račys |

|                                            |            |                                     |
| Hall 19 Hines 14 Melli, Shields, Daniels 9 | Punti      | 14 Macon 7 Perry 6 Kaselakīs, White |
| Rodríguez 9                                | Assist     | 3 Sant-Roos                         |
| Ricci 6                                    | Rimbalzi   | 7 Papagiannīs                       |
| Ettore Messina                             | Allenatori | Dīmītrīs Priftīs                    |

| Arbitri: | Belošević Koromilas Trawicki |

|                                   |            |                                 |
| Shields 18 Rodríguez 10 Delaney 9 | Punti      | 17 Causeur 15 Yabusele 12 Llull |
| Rodríguez 5                       | Assist     | 5 Llull                         |
| Melli, Hines 9                    | Rimbalzi   | 8 Tavares                       |
| Ettore Messina                    | Allenatori | Pablo Laso                      |

| Arbitri: | Pérez Difallah Shemmesh |

|                                       |            |                                |
| Lekavičius 16 Cavanaugh 13 Ulanovas 9 | Punti      | 20 Delaney 15 Daniles 11 Hines |
| Webster 6                             | Assist     | 5 Rodríguez, Hall              |
| Cavanaugh 6                           | Rimbalzi   | 10 Melli, Hines                |
| Jure Zdovc                            | Allenatori | Ettore Messina                 |

| Arbitri: | Hierrezuelo Petek Kowalski |

|                                    |            |                                 |
| Datome 15 Hines 12 Melli, Ricci 10 | Punti      | 13 Lô 10 Zoosman 9 Sikma, Blatt |
| Rodríguez 9                        | Assist     | 6 Sikma                         |
| Melli 9                            | Rimbalzi   | 6 Olinde                        |
| Ettore Messina                     | Allenatori | Israel González                 |

| Assago 19ª giornata | Olimpia Milano | – Annullata | Zenit S. Pietroburgo | Mediolanum Forum |

| Arbitri: | Latiševs Rocha Nedović |

|                                           |            |                                             |
| Kuric 22 Mirotić 18 Davies, Jokubaitis 11 | Punti      | 18 Rodríguez 15 Delaney 8 quattro giocatori |
| Jokubaitis 6                              | Assist     | 4 Rodríguez                                 |
| Kuric 5                                   | Rimbalzi   | 4 Hines, Bentil                             |
| Šarūnas Jasikevičius                      | Allenatori | Ettore Messina                              |

| Assago 1 marzo 2022, ore 23:30 21ª giornata | Olimpia Milano | – Annullata | UNICS Kazan' | Mediolanum Forum |

| Arbitri: | Vilius Boltauzer Jiménez |

|                                     |            |                                  |
| Lundberg 15 Shengelia 13 Bolomboy 7 | Punti      | 13 Hall, Daniels 12 Hines 9 Kell |
| Lundberg, Shengelia 2               | Assist     | 3 Rodríguez                      |
| Shengelia 7                         | Rimbalzi   | 5 Melli, Rodríguez               |
| Dīmītrīs Itoudīs                    | Allenatori | Ettore Messina                   |

| Arbitri: | Ryzhyk Hordov Dragojević |

|                                        |            |                                                 |
| Hall, Daniels 12 Rodríguez 10 Bentil 7 | Punti      | 13 Blaževič, Lekavičius 10 Cavanaugh 8 Milaknis |
| Hines, Hall 4                          | Assist     | 4 Ulanovas, Lekavičius                          |
| Hines 6                                | Rimbalzi   | 8 Ulanovas                                      |
| Ettore Messina                         | Allenatori | Jure Zdovc                                      |

| Arbitri: | Latiševs Moğulkoç Cortés |

|                                                |            |                               |
| Kalinić, Hollins 13 Dobrić 9 Wolters, Mitrović | Punti      | 18 Delaney 12 Bentil 10 Ricci |
| Kalinić 4                                      | Assist     | 4 Rodríguez                   |
| Davidovac 6                                    | Rimbalzi   | 9 Bentil                      |
| Dejan Radonjić                                 | Allenatori | Ettore Messina                |

| Arbitri: | Pukl Bissang Radojković |

|                                    |            |                                          |
| Bentil 12 Delaney 11 Melli, Hall 9 | Punti      | 17 Gudurić 14 Booker 8 Akpınar, Polonara |
| Delaney 5                          | Assist     | 6 Gudurić                                |
| Ricci, Hines 4                     | Rimbalzi   | 8 Booker                                 |
| Ettore Messina                     | Allenatori | Aleksandar Đorđević                      |

| Arbitri: | Javor Nikolić Pastusiak |

|                                        |            |                                      |
| Hall 15 Rodríguez 14 Melli, Daniels 13 | Punti      | 23 Costello 16 Baldwin 12 Giedraitis |
| Delaney 6                              | Assist     | 7 Granger                            |
| Melli 11                               | Rimbalzi   | 6 Peters                             |
| Ettore Messina                         | Allenatori | Neven Spahija                        |

| Arbitri: | Ryzhyk Vilius Nedović |

|                                          |            |                                     |
| Sloukas, Vezenkov 16 McKissic 14 Fall 12 | Punti      | 15 Hall 9 Melli 8 Delaney, Mītoglou |
| Sloukas 4                                | Assist     | 6 Rodríguez                         |
| Fall 7                                   | Rimbalzi   | 11 Melli                            |
| Giōrgos Mpartzōkas                       | Allenatori | Ettore Messina                      |

| Arbitri: | Radović Cortes Petek |

|                                                     |            |                              |
| Nedović 19 Papagiannīs, White 11 macon, Sant-Roos 9 | Punti      | 15 Delaney 13 Hines 10 Ricci |
| Macon 8                                             | Assist     | 9 Rodríguez                  |
| Papagiannīs 7                                       | Rimbalzi   | 10 Hines                     |
| Dīmītrīs Priftīs                                    | Allenatori | Ettore Messina               |

| Arbitri: | Latiševs Vilius Bissang |

|                                     |            |                             |
| Llull 20 Yabusele 16 Deck 15        | Punti      | 21 Hall 18 Melli 10 Daniels |
| Williams-Goss, Fernández, Tavares 3 | Assist     | 6 Delaney                   |
| Tavares 9                           | Rimbalzi   | 8 Melli                     |
| Pablo Laso                          | Allenatori | Ettore Messina              |

| Arbitri: | Boltauzer Balak Difallah |

|                                       |            |                                 |
| Shields 22 Melli, Hall 11 Rodríguez 9 | Punti      | 26 Lučić 14 Jaramaz 11 Hilliard |
| Melli 6                               | Assist     | 6 Šiško                         |
| Melli 13                              | Rimbalzi   | 4 Rubit, Schilling              |
| Ettore Messina                        | Allenatori | Andrea Trinchieri               |

| Arbitri: | Pukl Hordov Račys |

|                                        |            |                            |
| Nunnally, Reynolds 14 Žižić 12 Evans 9 | Punti      | 11 Hall 10 Melli 9 Shields |
| Ziv 5                                  | Assist     | 4 Shields                  |
| Žižić 7                                | Rimbalzi   | 12 Melli                   |
| Avi Even                               | Allenatori | Ettore Messina             |

| Arbitri: | Perez Radović Jovčić |

|                               |            |                                         |
| Micić 27 Moerman 16 Larkin 10 | Punti      | 14 Datome 13 Hall 12 Rodríguez, Shields |
| Micić 5                       | Assist     | 8 Rodríguez                             |
| Moerman 9                     | Rimbalzi   | 6 Melli                                 |
| Ergin Ataman                  | Allenatori | Ettore Messina                          |

| Arbitri: | Lottermoser Perez Jiménez |

|                                      |            |                         |
| Shields 22 Hines, Bentil 8 Delaney 7 | Punti      | 19 James 16 Hall 10 Lee |
| Delaney 6                            | Assist     | 7 James                 |
| Hines 6                              | Rimbalzi   | 8 Diallo, Hall          |
| Ettore Messina                       | Allenatori | Saša Obradović          |

| Arbitri: | Hierrezuelo Javor Radojković |

|                                          |            |                                |
| Lighty 28 Wembanyama 18 Antetokounmpo 11 | Punti      | 24 Delaney 13 Baldasso 11 Hall |
| Okobo, Jones, Strazel 3                  | Assist     | 6 Hall                         |
| Fall, Wembanyama 6                       | Rimbalzi   | 8 Melli                        |
| T.J. Parker                              | Allenatori | Ettore Messina                 |

#### Play-off
| Arbitri: | Robert Lottermoser Juan Carlos García González Damir Javor |

|                                            |            |                                        |
| Melli 10 Bentil 9 Daniels, Hall, Shields 8 | Punti      | 16 Larkin, Micić 9 Dunston 7 Singleton |
| Delaney 3                                  | Assist     | 5 Larkin                               |
| Melli 6                                    | Rimbalzi   | 7 Micić, Moerman                       |
| Ettore Messina                             | Allenatori | Ergin Ataman                           |

| Arbitri: | Saša Pukl Oļegs Latiševs Anne Panther |

|                                      |            |                             |
| Shields 21 Rodríguez 17 Tarczewski 7 | Punti      | 19 Larkin 18 Micić 7 Bryant |
| Rodríguez 5                          | Assist     | 4 Micić                     |
| Shields 8                            | Rimbalzi   | 6 Dunston, Moerman          |
| Ettore Messina                       | Allenatori | Ergin Ataman                |

| Arbitri: | Ilija Belošević Matej Boltauzer Emilio Pérez Pizarro |

|                             |            |                                       |
| Micić 20 Pleiß 17 Larkin 16 | Punti      | 16 Hall 11 Grant 9 Rodríguez, Shields |
| Micić, Larkin 5             | Assist     | 5 Hall                                |
| Moerman, Pleiß 5            | Rimbalzi   | 6 Shields                             |
| Ergin Ataman                | Allenatori | Ettore Messina                        |

| Arbitri: | Damir Javor Fernando Rocha Gytis Vilius |

|                            |            |                           |
| Pleiß 25 Micić 20 Larkin 8 | Punti      | 21 Datome 10 Hines 9 Hall |
| Larkin 7                   | Assist     | 7 Rodríguez               |
| Pleiß 6                    | Rimbalzi   | 12 Hines                  |
| Ergin Ataman               | Allenatori | Ettore Messina            |

### Supercoppa Italiana
| Arbitri: | Sahin (Messina) Giovannetti (Papigno) Paglialunga (Taranto) |

|                |            |                      |
| Alviti 18      | Punti      | 16 Bortolani         |
| Delaney 4      | Assist     | 3 Jones              |
| Mītoglou 11    | Rimbalzi   | 5 Poser              |
| Ettore Messina | Allenatori | Massimiliano Menetti |

| Arbitri: | Baldini Attard Mazzoni |

|                           |            |                      |
| J. Perkins, N. Perkins 16 | Punti      | 13 Mītoglou          |
| J. Perkins 4              | Assist     | 3 Rodríguez, Shields |
| J. Perkins, N. Perkins 7  | Rimbalzi   | 8 Hines              |
| Francesco Vitucci         | Allenatori | Ettore Messina       |

| Arbitri: | Lanzarini Rossi Giovannetti |

| |            | |
| Shields 19 | Punti      | 18 Jaiteh |
| Delaney, Rodríguez 5 | Assist     | 7 Pajola |
| Melli 10 | Rimbalzi   | 9 Jaiteh |
| 9 Melli• 23 Delaney• 31 Shields• 42 Hines• 70 Datome 13 Rodríguez• 17 Ricci• 19 Biligha• 21 Moraschini• 22 Hall• 24 Mītoglou• 40 Alviti | Formazioni | 3 Belinelli• 6 Pajola• 8 Hervey• 14 Jaiteh• 34 Weems 0 Tessitori• 7 Alibegović• 11 Ruzzier• 15 Alexander• 20 Barbieri• 44 Teodosić• 55 Abass |
| Ettore Messina | Allenatori | Sergio Scariolo |

### Coppa Italia
| Arbitri: | Mazzoni (Grosseto) Giovannetti (Terni) Bartoli (Trieste) |

|                                |            |                                |
| Delaney 24 Daniels 12 Ricci 10 | Punti      | 19 Logan 12 Mekowulu 11 Treier |
| Rodríguez, Delaney 4           | Assist     | 4 Gentile                      |
| Melli, Ricci 6                 | Rimbalzi   | 7 Logan                        |
| Ettore Messina                 | Allenatori | Piero Bucchi                   |

| Arbitri: | Begnis (Cremona) Lanzarini (Bologna) Bartoli (Trieste) |

|                                      |            |                                            |
| Rodríguez 22 Hall, Datome 12 Hines 9 | Punti      | 19 Della Valle 11 Petrucelli 9 Mitrou-Long |
| Rodríguez 3                          | Assist     | 4 Mitrou-Long                              |
| Hines 13                             | Rimbalzi   | 8 Mitrou-Long                              |
| Ettore Messina                       | Allenatori | Alessandro Magro                           |

| Arbitri: | Mazzoni (Grosseto) Attard (Siracusa) Bongiorni (Pisa) |

| |            | |
| Melli 18 Hall 12 Delaney 10 | Punti      | Macura 17 Filloy 12 Mascolo 11 |
| Delaney 5 | Assist     | Mascolo 4 |
| Melli 9 | Rimbalzi   | Cain 9 |
| 9 Melli• 22 Hall• 23 Delaney• 30 Daniels• 42 Hines 13 Rodríguez• 17 Ricci• 19 Biligha• 25 Baldasso• 40 Alviti• 50 Bentil• 70 Datome | Formazioni | 14 Mascolo• 22 Sanders• 24 Daum• 30 Cain• 55 Macura 1 Mortellaro• 5 Cannon• 7 Baldi• 8 Tavernelli• 10 Miljkovic• 12 Filloy• 20 Severini |
| Ettore Messina | Allenatori | Marco Ramondino |

## Statistiche

### Statistiche di squadra
| Competizione          | G  | V  | P  | Pt   | 2PT  | 3PT  | TL   | Rimbalzi | Rimbalzi | Rimbalzi | Stop | Palle | Palle | Ass  |
| Competizione          | G  | V  | P  | Pt   | 2PT  | 3PT  | TL   | Off      | Dif      | Tot      | Stop | Perse | Rec.  | Ass  |
| --------------------- | -- | -- | -- | ---- | ---- | ---- | ---- | -------- | -------- | -------- | ---- | ----- | ----- | ---- |
| LBA Serie A           | 30 | 24 | 6  | 82.2 | 54.4 | 37.0 | 77.1 | 10.2     | 27.2     | 37.4     | 2.3  | 10.8  | 7.3   | 18.0 |
| Playoff               | 12 | 10 | 2  | 83.4 | 55.2 | 36.9 | 77.8 | 9.0      | 25.3     | 34.3     | 3.1  | 9.0   | 8.3   | 19.6 |
| Totale Serie A        | 42 | 34 | 8  | 82.8 | 54.8 | 37.0 | 77.5 | 9.6      | 26.3     | 35.9     | 2.7  | 9.9   | 7.8   | 18.8 |
| Euroleague Basketball | 32 | 20 | 12 | 72.9 | 51.2 | 35.0 | 74.0 | 9.9      | 23.6     | 33.5     | 2.2  | 11.7  | 6.2   | 15.7 |
| Supercoppa Italiana   | 3  | 3  | 0  | 88.0 | 57.5 | 31.8 | 93.8 | 13.3     | 29.3     | 42.7     | 4.7  | 9.7   | 8.0   | 18.7 |
| Coppa Italia          | 3  | 3  | 0  | 78.3 | 56.4 | 34.8 | 76.7 | 9.7      | 28.7     | 38.3     | 2.0  | 11.0  | 8.0   | 13.7 |
| Totale                | 80 | 60 | 20 | 80.5 | 54.8 | 34.6 | 80.5 | 10.6     | 26.9     | 37.5     | 2.9  | 10.5  | 7.5   | 16.7 |

### Andamento in campionato
| Giornata  | 1 | 2 | 3 | 4 | 5 | 6 | 7 | 8 | 9 | 10 | 11 | 12 | 13 | 14 | 15 | 16 | 17 | 18 | 19 | 20 | 21 | 22 | 23 | 24 | 25 | 26 | 27 | 28 | 29 | 30 |
| --------- | - | - | - | - | - | - | - | - | - | -- | -- | -- | -- | -- | -- | -- | -- | -- | -- | -- | -- | -- | -- | -- | -- | -- | -- | -- | -- | -- |
| Luogo     | T | C | T | C | T | C | T | C | C | T  | C  | T  | C  | T  | C  | C  | T  | C  | T  | C  | T  | C  | T  | C  | T  | T  | C  | T  | C  | T  |
| Risultato | V | V | V | V | V | V | V | V | V | V  | V  | P  | V  | P  | V  | V  | P  | V  | V  | V  | V  | V  | P  | V  | P  | P  | V  | V  | V  | V  |
| Posizione | 4 | 2 | 2 | 2 | 1 | 1 | 1 | 1 | 1 | 1  | 1  | 1  | 1  | 1  | 1  | 1  | 2  | 2  | 1  | 1  | 1  | 1  | 1  | 1  | 2  | 2  | 2  | 2  | 2  | 2  |

Fonte:  Serie A – Classifica, su legabasket.it. URL consultato il 19 maggio 2021.
Legenda:

Luogo: C = Casa; T = Trasferta. Risultato: V = Vittoria; P = Sconfitta.
- = Turno di riposo.

### Andamento in Eurolega
| Giornata  | 1 | 2 | 3 | 4 | 5 | 6 | 7 | 8 | 9 | 10 | 11 | 12 | 13 | 14 | 15 | 16 | 17 | 18 | 19 | 20 | 21 | 22 | 23 | 24 | 25 | 26 | 27 | 28 | 29 | 30 | 31 | 32 | 33 | 34 |
| --------- | - | - | - | - | - | - | - | - | - | -- | -- | -- | -- | -- | -- | -- | -- | -- | -- | -- | -- | -- | -- | -- | -- | -- | -- | -- | -- | -- | -- | -- | -- | -- |
| Luogo     | - | T | C | C | C | T | C | C | T | -  | -  | C  | T  | T  | C  | C  | T  | C  | -  | T  | -  | -  | C  | T  | C  | C  | T  | T  | T  | C  | T  | T  | C  | T  |
| Risultato | - | V | V | V | V | P | V | V | V | -  | -  | P  | P  | V  | V  | P  | V  | V  | -  | V  | -  | -  | V  | V  | T  | V  | P  | V  | P  | V  | P  | V  | P  | V  |

Fonte:  EuroLeague 2020-21 Games, su euroleague.net.
Legenda:

Luogo: C = Casa; T = Trasferta. Risultato: V = Vittoria; P = Sconfitta.
- = Turno di riposo.

### Statistiche giocatori

#### Serie A

##### Regular season
| Nome                  | G  | Pun | PPG  | Min  | Tiri da 2 | Tiri da 2 | Tiri da 2 | Tiri da 3 | Tiri da 3 | Tiri da 3 | Tiri Liberi | Tiri Liberi | Tiri Liberi | RPG | PRG | APG | Val  |
| Nome                  | G  | Pun | PPG  | Min  | R         | T         | %         | R         | T         | %         | R           | T           | %           | RPG | PRG | APG | Val  |
| --------------------- | -- | --- | ---- | ---- | --------- | --------- | --------- | --------- | --------- | --------- | ----------- | ----------- | ----------- | --- | --- | --- | ---- |
| Giampaolo Ricci       | 29 | 144 | 5.0  | 15.6 | 1.1       | 1.9       | 57.1      | 0.8       | 2.0       | 37.3      | 1.1         | 2.2         | 82.4        | 3.3 | 0.6 | 1.1 | 6.0  |
| Paul Biligha          | 28 | 75  | 2.7  | 10.9 | 1.1       | 2.1       | 53.4      | 0.0       | 0.0       | 00.0      | 0.5         | 0.7         | 68.4        | 1.7 | 0.4 | 0.5 | 3.6  |
| Devon Hall            | 26 | 244 | 9.4  | 25.2 | 2.1       | 4.4       | 47.4      | 1.3       | 3.5       | 37.0      | 1.3         | 1.9         | 69.4        | 2.9 | 0.7 | 3.2 | 9.8  |
| Davide Alviti         | 26 | 139 | 5.3  | 14.8 | 1.0       | 1.6       | 61.9      | 0.8       | 3.0       | 26.9      | 0.9         | 1.0         | 88.9        | 2.5 | 0.8 | 0.7 | 5.1  |
| Nicolò Melli          | 25 | 229 | 9.2  | 21.8 | 3.0       | 4.8       | 62.2      | 0.4       | 1.8       | 23.9      | 1.9         | 2.9         | 66.7        | 5.5 | 1.2 | 1.8 | 14.6 |
| Jerian Grant          | 25 | 200 | 8.0  | 23.5 | 1.6       | 3.4       | 45.3      | 1.0       | 2.8       | 37.7      | 1.8         | 2.3         | 77.2        | 2.3 | 1.0 | 3.1 | 9.8  |
| Kaleb Tarczewski      | 24 | 146 | 6.1  | 16.2 | 2.6       | 3.8       | 67.4      | 0.0       | 0.0       | 00.0      | 0.9         | 1.1         | 81.5        | 4.9 | 0.3 | 0.5 | 9.3  |
| Luigi Datome          | 21 | 176 | 8.4  | 15.4 | 1.3       | 2.5       | 51.9      | 1.5       | 3.4       | 43.1      | 1.4         | 1.4         | 96.7        | 1.8 | 0.4 | 1.0 | 8.1  |
| Tommaso Baldasso      | 18 | 129 | 7.2  | 16.9 | 0.8       | 1.9       | 42.9      | 1.8       | 4.4       | 40.0      | 0.2         | 0.3         | 60.0        | 1.7 | 0.6 | 1.5 | 5.0  |
| Shavon Shields        | 17 | 183 | 10.8 | 22.6 | 2.9       | 5.5       | 52.1      | 1.2       | 3.1       | 38.5      | 1.5         | 1.8         | 80.6        | 3.9 | 0.5 | 2.1 | 13.0 |
| Ben Bentil            | 17 | 173 | 10.2 | 18.8 | 2.6       | 4.6       | 57.7      | 1.1       | 2.9       | 36.7      | 1.7         | 2.4         | 70.7        | 4.5 | 0.6 | 1.1 | 12.3 |
| Troy Daniels          | 15 | 130 | 8.7  | 15.4 | 0.7       | 1.5       | 45.5      | 2.1       | 4.9       | 43.8      | 0.9         | 1.0         | 93.3        | 1.2 | 0.2 | 0.7 | 6.3  |
| Sergio Rodríguez      | 13 | 150 | 11.5 | 23.1 | 1.5       | 2.5       | 62.5      | 2.5       | 5.9       | 41.6      | 1.1         | 1.2         | 87.5        | 2.6 | 1.3 | 5.7 | 14.5 |
| Kyle Hines            | 12 | 79  | 6.6  | 20.9 | 2.8       | 5.4       | 52.3      | 0.0       | 0.0       | 00.0      | 0.9         | 1.3         | 68.8        | 4.7 | 0.8 | 2.1 | 9.7  |
| Kōnstantinos Mītoglou | 11 | 125 | 11.4 | 20.5 | 4.0       | 6.4       | 62.9      | 0.5       | 1.5       | 35.3      | 1.7         | 2.2         | 79.2        | 6.3 | 0.8 | 1.2 | 15.4 |
| Malcolm Delaney       | 10 | 98  | 9.8  | 23.9 | 1.3       | 3.4       | 38.2      | 1.5       | 4.5       | 33.3      | 2.7         | 3.4         | 79.4        | 1.9 | 0.7 | 3.2 | 8.9  |
| Trey Kell             | 6  | 32  | 5.3  | 14.7 | 1.0       | 1.8       | 54.5      | 0.7       | 2.2       | 30.8      | 1.3         | 1.7         | 80.0        | 1.8 | 0.3 | 0.7 | 3.8  |
| Andrea Leoni          | 6  | 0   | 0.0  | 11.0 | 0.0       | 0.1       | 00.0      | 0.0       | 0.0       | 0.0       | 0.0         | 0.0         | 00.0        | 0.0 | 0.0 | 0.0 | -7.0 |
| Riccardo Moraschini   | 3  | 13  | 4.3  | 14.3 | 0.7       | 3.3       | 20.0      | 1.0       | 2.7       | 37.5      | 0.0         | 0.0         | 00.0        | 3.0 | 0.7 | 0.7 | 5.0  |
| Jacopo Rapetti        | 2  | 0   | 0.0  | 5.0  | 0.0       | 1.0       | 00.0      | 0.0       | 0.0       | 0.0       | 0.0         | 0.0         | 00.0        | 0.0 | 0.0 | 0.0 | -3.0 |
| Gianmarco Fiorillo    | 2  | 0   | 0.0  | 2.0  | 0.0       | 0.0       | 00.0      | 0.0       | 0.0       | 0.0       | 0.0         | 0.0         | 00.0        | 0.0 | 0.0 | 0.0 | 0.0  |
| Giuseppe Invernizzi   | 1  | 0   | 0.0  | 2.0  | 0.0       | 0.0       | 00.0      | 0.0       | 0.0       | 0.0       | 0.0         | 0.0         | 00.0        | 0.0 | 0.0 | 0.0 | 0.0  |
| Samuele Miccoli       | 1  | 0   | 0.0  | 1.0  | 0.0       | 0.0       | 00.0      | 0.0       | 0.0       | 0.0       | 0.0         | 0.0         | 00.0        | 0.0 | 0.0 | 0.0 | -2.0 |

##### Playoff
| Nome             | G  | Pun | PPG  | Min  | Tiri da 2 | Tiri da 2 | Tiri da 2 | Tiri da 3 | Tiri da 3 | Tiri da 3 | Tiri Liberi | Tiri Liberi | Tiri Liberi | RPG | PRG | APG | Val  |
| Nome             | G  | Pun | PPG  | Min  | R         | T         | %         | R         | T         | %         | R           | T           | %           | RPG | PRG | APG | Val  |
| ---------------- | -- | --- | ---- | ---- | --------- | --------- | --------- | --------- | --------- | --------- | ----------- | ----------- | ----------- | --- | --- | --- | ---- |
| Shavon Shields   | 12 | 171 | 14.3 | 28.3 | 4.7       | 8.2       | 57.1      | 1.2       | 2.8       | 42.4      | 1.4         | 1.8         | 77.3        | 3.8 | 1.4 | 2.1 | 15.6 |
| Sergio Rodríguez | 12 | 135 | 11.3 | 23.6 | 2.1       | 3.7       | 56.8      | 1.9       | 4.7       | 41.1      | 1.3         | 1.5         | 88.9        | 1.8 | 1.7 | 6.1 | 13.9 |
| Luigi Datome     | 12 | 122 | 10.2 | 18.5 | 1.6       | 3.2       | 50.0      | 1.8       | 4.5       | 38.9      | 1.8         | 1.8         | 95.5        | 2.7 | 0.4 | 0.5 | 8.7  |
| Devon Hall       | 12 | 99  | 8.3  | 22.5 | 1.9       | 4.3       | 44.2      | 0.7       | 2.1       | 32.0      | 2.4         | 2.7         | 90.6        | 2.7 | 0.8 | 2.9 | 9.8  |
| Ben Bentil       | 12 | 90  | 7.5  | 17.5 | 1.8       | 3.3       | 55.0      | 0.8       | 2.4       | 31.0      | 1.6         | 2.7         | 59.4        | 3.9 | 0.4 | 1.1 | 8.2  |
| Kyle Hines       | 12 | 89  | 7.4  | 25.1 | 3.3       | 5.0       | 66.7      | 0.0       | 0.0       | 00.0      | 0.8         | 1.6         | 47.4        | 5.0 | 0.9 | 2.8 | 13.8 |
| Giampaolo Ricci  | 12 | 42  | 3.5  | 12.2 | 0.8       | 1.4       | 52.9      | 0.5       | 2.2       | 23.1      | 0.5         | 0.7         | 75.0        | 3.1 | 0.8 | 0.8 | 3.9  |
| Jerian Grant     | 11 | 68  | 6.2  | 17.0 | 1.0       | 2.4       | 42.2      | 1.2       | 2.5       | 46.4      | 0.6         | 0.6         | 100.0       | 1.1 | 0.8 | 1.7 | 6.5  |
| Tommaso Baldasso | 11 | 47  | 4.3  | 10.3 | 0.1       | 0.5       | 20.0      | 1.2       | 3.0       | 39.4      | 0.5         | 0.6         | 85.7        | 0.5 | 0.2 | 0.7 | 1.3  |
| Paul Biligha     | 11 | 40  | 3.6  | 9.9  | 1.5       | 2.4       | 65.4      | 0.0       | 0.0       | 00.0      | 0.5         | 0.5         | 100.0       | 1.4 | 0.4 | 0.5 | 5.4  |
| Nicolò Melli     | 9  | 87  | 9.7  | 20.1 | 3.0       | 5.3       | 56.3      | 0.3       | 1.1       | 30.0      | 2.7         | 3.6         | 75.0        | 5.3 | 0.8 | 0.8 | 12.8 |
| Davide Alviti    | 7  | 9   | 1.3  | 3.6  | 0.6       | 0.6       | 100.0     | 0.0       | 0.4       | 0.0       | 0.1         | 0.3         | 50.0        | 0.4 | 0.1 | 0.0 | 0.9  |
| Troy Daniels     | 1  | 0   | 0.0  | 11.0 | 0.0       | 2.0       | 00.0      | 0.0       | 1.0       | 0.0       | 0.0         | 0.0         | 00.0        | 0.0 | 0.0 | 0.0 | -3.0 |

#### Eurolega
| Nome                  | G  | Pun | PPG  | Min  | Tiri da 2 | Tiri da 2 | Tiri da 2 | Tiri da 3 | Tiri da 3 | Tiri da 3 | Tiri Liberi | Tiri Liberi | Tiri Liberi | RPG | PRG | APG | Val  |
| Nome                  | G  | Pun | PPG  | Min  | R         | T         | %         | R         | T         | %         | R           | T           | %           | RPG | PRG | APG | Val  |
| --------------------- | -- | --- | ---- | ---- | --------- | --------- | --------- | --------- | --------- | --------- | ----------- | ----------- | ----------- | --- | --- | --- | ---- |
| Devon Hall            | 36 | 358 | 9.9  | 27.0 | 2.1       | 4.3       | 48.7      | 1.4       | 3.8       | 37.1      | 1.3         | 1.7         | 78.7        | 2.1 | 0.6 | 2.2 | 9    |
| Kyle Hines            | 36 | 287 | 8.0  | 23.4 | 3.2       | 5.1       | 62.7      | 1.0       | 1.0       | 100.0     | 1.4         | 2.2         | 65.8        | 5.3 | 0.7 | 1.8 | 11.8 |
| Giampaolo Ricci       | 36 | 116 | 3.2  | 12.2 | 0.6       | 1.0       | 63.2      | 0.6       | 1.6       | 36.2      | 0.1         | 0.3         | 50.0        | 2.2 | 0.4 | 0.4 | 3.0  |
| Kaleb Tarczewski      | 35 | 69  | 2.0  | 9.0  | 0.7       | 1.5       | 47.2      | 0.0       | 0.0       | 00.0      | 0.5         | 0.9         | 57.6        | 1.9 | 0.2 | 0.4 | 1.8  |
| Sergio Rodríguez      | 34 | 283 | 8.3  | 20.1 | 1.4       | 2.4       | 58.3      | 1.4       | 4.5       | 31.8      | 1.1         | 1.4         | 76.0        | 2.3 | 0.7 | 4.5 | 9.1  |
| Nicolò Melli          | 32 | 259 | 8.1  | 25.0 | 2.4       | 4.6       | 52.3      | 0.4       | 1.5       | 29.2      | 1.9         | 2.4         | 79.2        | 6.7 | 1.1 | 1.3 | 13.4 |
| Malcolm Delaney       | 28 | 263 | 9.4  | 24.1 | 1.7       | 4.0       | 43.0      | 1.4       | 4.2       | 32.8      | 1.7         | 2.4         | 70.6        | 2.5 | 0.4 | 2.8 | 7.8  |
| Luigi Datome          | 26 | 181 | 7.0  | 15.2 | 1.3       | 2.7       | 50.0      | 1.2       | 3.1       | 39.0      | 0.5         | 0.6         | 86.7        | 1.4 | 0.5 | 0.3 | 4.4  |
| Troy Daniels          | 26 | 144 | 5.5  | 11.0 | 0.4       | 1.6       | 29.3      | 1.4       | 3.6       | 39.4      | 0.3         | 0.4         | 75.0        | 0.8 | 0.3 | 0.2 | 1.8  |
| Jerian Grant          | 26 | 73  | 2.8  | 12.2 | 0.5       | 1.5       | 38.5      | 0.3       | 1.4       | 24.3      | 0.6         | 0.7         | 88.9        | 0.7 | 0.3 | 0.7 | 1.6  |
| Shavon Shields        | 24 | 312 | 13.0 | 29.5 | 3.3       | 6.8       | 49.1      | 1.4       | 4.0       | 34.7      | 2.0         | 2.5         | 78.7        | 4.0 | 1.1 | 2.8 | 14.2 |
| Ben Bentil            | 23 | 129 | 5.6  | 15.3 | 1.2       | 2.4       | 49.1      | 0.8       | 2.1       | 40.8      | 0.5         | 0.9         | 61.9        | 2.4 | 0.7 | 0.2 | 4.5  |
| Kōnstantinos Mītoglou | 13 | 99  | 7.6  | 17.2 | 2.5       | 4.6       | 55.0      | 0.6       | 2.0       | 29.6      | 0.7         | 0.8         | 81.8        | 4.2 | 0.8 | 1.2 | 9.2  |
| Paul Biligha          | 9  | 4   | 0.4  | 2.3  | 0.2       | 0.3       | 66.7      | 0.0       | 0.0       | 00.0      | 0.0         | 0.0         | 00.0        | 0.1 | 0.2 | 0.0 | 0.4  |
| Davide Alviti         | 6  | 18  | 3.0  | 10.2 | 0.1       | 0.6       | 25.0      | 0.6       | 1.8       | 36.4      | 0.6         | 1.0         | 66.7        | 2.3 | 0.3 | 0.3 | 3.5  |
| Trey Kell             | 4  | 16  | 4.0  | 12.3 | 1.5       | 3.0       | 50.0      | 0.0       | 0.7       | 00.0      | 1.0         | 1.2         | 80.0        | 1.5 | 0.2 | 0.5 | 2.8  |
| Tommaso Baldasso      | 3  | 13  | 4.3  | 5.5  | 0.6       | 1.0       | 66.7      | 1.0       | 1.2       | 75.0      | 0.0         | 0.0         | 00.0        | 0.0 | 0.0 | 0.3 | 3.3  |
| Riccardo Moraschini   | 1  | 0   | 0.2  | 0.0  | 0.0       | 0.0       | 00.0      | 0.0       | 0.0       | 00.0      | 0.0         | 0.0         | 00.0        | 0.0 | 0.0 | 0.0 | -1.0 |

#### Coppa Italia
| Nome             | G | Pun | PPG  | Min  | Tiri da 2 | Tiri da 2 | Tiri da 2 | Tiri da 3 | Tiri da 3 | Tiri da 3 | Tiri Liberi | Tiri Liberi | Tiri Liberi | RPG | PRG | APG | Val  |
| Nome             | G | Pun | PPG  | Min  | R         | T         | %         | R         | T         | %         | R           | T           | %           | RPG | PRG | APG | Val  |
| ---------------- | - | --- | ---- | ---- | --------- | --------- | --------- | --------- | --------- | --------- | ----------- | ----------- | ----------- | --- | --- | --- | ---- |
| Malcolm Delaney  | 3 | 39  | 13.0 | 27.3 | 8         | 14        | 57.1      | 5         | 13        | 38.5      | 8           | 10          | 80.0        | 4.0 | 2.3 | 3.3 | 16.3 |
| Sergio Rodríguez | 3 | 35  | 11.7 | 22.3 | 8         | 13        | 61.5      | 6         | 16        | 37.5      | 1           | 3           | 33.3        | 2.3 | 2.0 | 3.7 | 11.0 |
| Devon Hall       | 3 | 30  | 10.0 | 30.3 | 7         | 14        | 50.0      | 4         | 14        | 28.6      | 4           | 5           | 80.0        | 3.3 | 1.3 | 2.0 | 8.3  |
| Luigi Datome     | 3 | 23  | 7.7  | 17.3 | 3         | 6         | 50.0      | 5         | 13        | 38.5      | 2           | 2           | 100.0       | 3.3 | 0.3 | 0.0 | 8.0  |
| Kyle Hines       | 3 | 21  | 7.0  | 25.3 | 9         | 12        | 75.0      | 0         | 0         | 00.0      | 3           | 4           | 75.0        | 8.3 | 1.3 | 1.0 | 15.0 |
| Troy Daniels     | 3 | 20  | 6.7  | 14.0 | 0         | 1         | 00.0      | 6         | 13        | 46.2      | 2           | 2           | 100.0       | 0.3 | 0.7 | 0.3 | 3.3  |
| Nicolò Melli     | 3 | 20  | 6.7  | 25.3 | 7         | 14        | 50.0      | 0         | 6         | 00.0      | 6           | 6           | 100.0       | 6.3 | 0.7 | 1.3 | 12.0 |
| Giampaolo Ricci  | 3 | 17  | 5.7  | 11.3 | 4         | 6         | 66.7      | 3         | 6         | 50.0      | 0           | 0           | 00.0        | 2.7 | 0.7 | 0.3 | 4.7  |
| Ben Bentil       | 3 | 16  | 5.3  | 13.0 | 3         | 8         | 37.5      | 2         | 7         | 28.6      | 4           | 4           | 100.0       | 2.7 | 0.7 | 0.7 | 4.0  |
| Davide Alviti    | 3 | 9   | 3.0  | 5.7  | 2         | 4         | 50.0      | 1         | 4         | 25.0      | 2           | 5           | 40.0        | 1.0 | 0.7 | 0.7 | 2.7  |
| Paul Biligha     | 3 | 5   | 1.7  | 4.7  | 2         | 2         | 100.0     | 0         | 0         | 00.0      | 1           | 2           | 50.0        | 1.0 | 0.0 | 0.3 | 4.0  |
| Tommaso Baldasso | 3 | 0   | 0.0  | 3.3  | 0         | 0         | 00.0      | 0         | 0         | 00.0      | 0           | 0           | 00.0        | 0.3 | 0.0 | 0.0 | -0.7 |

#### Supercoppa Italiana
| Nome                  | G | Pun | PPG  | Min  | Tiri da 2 | Tiri da 2 | Tiri da 2 | Tiri da 3 | Tiri da 3 | Tiri da 3 | Tiri Liberi | Tiri Liberi | Tiri Liberi | RPG | PRG | APG | Val  |
| Nome                  | G | Pun | PPG  | Min  | R         | T         | %         | R         | T         | %         | R           | T           | %           | RPG | PRG | APG | Val  |
| --------------------- | - | --- | ---- | ---- | --------- | --------- | --------- | --------- | --------- | --------- | ----------- | ----------- | ----------- | --- | --- | --- | ---- |
| Shavon Shields        | 3 | 44  | 14.6 | 28.0 | 9         | 20        | 45.0      | 7         | 18        | 38.9      | 5           | 5           | 100.0       | 5.3 | 1   | 2.3 | 17   |
| Kōnstantinos Mītoglou | 3 | 36  | 12.0 | 17.3 | 14        | 25        | 56.0      | 0         | 2         | 00.0      | 8           | 8           | 100.0       | 7.3 | 0.7 | 1.7 | 16.7 |
| Devon Hall            | 3 | 31  | 10.3 | 23.3 | 4         | 7         | 57.1      | 4         | 13        | 30.8      | 11          | 12          | 91.7        | 3.7 | 0.3 | 2.3 | 13.3 |
| Nicolò Melli          | 3 | 31  | 10.3 | 23.7 | 12        | 16        | 75.0      | 1         | 4         | 25.0      | 4           | 4           | 100.0       | 7.0 | 0.0 | 1.3 | 18.3 |
| Malcolm Delaney       | 3 | 25  | 8.3  | 23.7 | 5         | 10        | 50.0      | 3         | 12        | 25.0      | 6           | 6           | 100.0       | 3.3 | 0.7 | 3.7 | 8.3  |
| Sergio Rodríguez      | 3 | 24  | 8.0  | 16.7 | 4         | 6         | 66.7      | 4         | 12        | 33.3      | 4           | 4           | 100.0       | 1.3 | 1.3 | 3.7 | 8.7  |
| Kyle Hines            | 3 | 24  | 8.0  | 22.7 | 11        | 13        | 84.6      | 0         | 0         | 00.0      | 2           | 3           | 66.7        | 6.3 | 1.3 | 1.7 | 16.7 |
| Davide Alviti         | 3 | 22  | 7.3  | 11.7 | 4         | 8         | 50.0      | 4         | 11        | 36.4      | 2           | 2           | 100.0       | 2.0 | 1.0 | 0.3 | 6.3  |
| Luigi Datome          | 3 | 14  | 4.7  | 13.3 | 2         | 7         | 28.6      | 3         | 7         | 42.9      | 1           | 1           | 100.0       | 1.0 | 0.3 | 0.7 | 2.0  |
| Giampaolo Ricci       | 3 | 8   | 2.7  | 12.0 | 2         | 4         | 50.0      | 1         | 6         | 16.7      | 1           | 1           | 100.0       | 2.0 | 1.0 | 0.7 | 3.3  |
| Paul Biligha          | 2 | 5   | 2.5  | 7.5  | 2         | 4         | 50.0      | 0         | 0         | 00.0      | 1           | 2           | 50.0        | 0.5 | 0.0 | 0.5 | 3.5  |
| Riccardo Moraschini   | 1 | 0   | 0.0  | 8.0  | 0         | 0         | 00.0      | 0         | 0         | 00.0      | 0           | 0           | 00.0        | 0.0 | 0.0 | 0.0 | 0.0  |